# Fred Sherman (Genetiker)
Fred Sherman (* 21. Mai 1932 in Minneapolis, Minnesota; † 16. September 2013) war ein US-amerikanischer Genetiker und Biochemiker. Ab 1961 forschte und lehrte er an der University of Rochester in Rochester, New York, zunächst im Institut für Strahlenbiologie und Biophysik und zuletzt 15 Jahre lang – bis zu seiner Pensionierung – als Inhaber des Lehrstuhls für Biochemie. Gemeinsam mit Gerald R. Fink erarbeitete er die Grundlagen dafür, dass die Bäckerhefe (Saccharomyces cerevisiae) in den 1960er-Jahren zum Modellorganismus für die Erforschung eukaryotischer Zellen insbesondere auf den Gebieten der Genetik und der Molekularbiologie wurde.

## Leben
Fred Sherman (Geburtsname Freddie) war der Sohn jüdischer Einwanderer aus der Ukraine, sein Vater betrieb einen Lebensmittelladen. Nach dem Schulbesuch studierte er an der University of Minnesota und erwarb dort 1953 den Bachelor-Grad im Fach Chemie. Danach wechselte er an die University of California, Berkeley, wo er sich erstmals intensiv mit der Genetik von Hefen befasste und 1958 den Doktorgrad (Ph.D.) erwarb. Danach forschte er u. a. bei Boris Ephrussi in Gif-sur-Yvette (Frankreich) und bei dem Genetiker Herschel L. Roman (University of Washington). Ab 1961 war Sherman an der University of Rochester tätig.
Er starb im Spätsommer 2013 nach langer Krankheit und hinterließ seine Ehefrau Elena Rustchenko-Bulgac sowie zwei Kinder und sechs Enkel.

## Forschungsthemen
Lange bevor die Erbsubstanz DNA sequenziert werden konnte, entwickelte Fred Sherman eine Methode, um die Abfolge von DNA-Bausteinen des Hefe-Gens CYC1 aufzuklären. Mit Hilfe der Proteinsequenzierung gelang es ihm, die ersten 15 Aminosäuren des vom Hefe-Gen codierten Proteins Iso-1-Cytochrom c darzustellen und aus der Aminosäuresequenz die zugehörigen Nukleinbasen abzuleiten. Letztlich führten seine Analysen dazu, dass der Startcodon AUG der mRNA, der zunächst nur für Escherichia coli beschrieben worden war, als der alleinige Startcodon jedweder Proteintranslation bei Eukaryoten erkannt wurde. In seinem Labor wurde ferner nachgewiesen, dass die Codons UAA, UAG und UGA universelle Stopcodons sind.
Die Herleitung der Sequenz des Gens CYC1 ermögliche die Herstellung eines synthetischen Oligodeoxyribonucleotides, mit dessen Hilfe erstmals die mRNA eines bestimmten Hefeprotein-Gens identifiziert werden konnte. Ferner wurden von Sherman für tRNA codierende Gene identifiziert.
Gemeinsam mit seinem Kollegen und Freund Gerald R. Fink organisierte Sherman ab 1970 insgesamt 17 Sommerkurse am Cold Spring Harbor Laboratory, während derer zahlreiche bereits etablierte Wissenschaftler, aber auch Studenten und Postdocs in die Arbeit mit Hefezellen eingeführt wurden – einer davon war Randy Schekman, dem 2013 für seine Studien über Biomembranen von Hefezellen der Nobelpreis für Physiologie oder Medizin verliehen wurde.

## Ehrungen
- 1985: Mitglied der National Academy of Sciences der USA
- 2002: Ehrendoktor der University of Minnesota
- 2006: George W. Beadle Award
- 2006: Fellow der American Association for the Advancement of Science

## Belege
1. ↑  Eintrag Fred Sherman auf dem Server der National Academy of Sciences der USA.
2. ↑   Susan W. Liebman und James E. Haber: Fred Sherman (1932–2013). In: Science. Band 342, Nr. 6162, 2013, S. 1059, doi:10.1126/science.1248055.
3. ↑  Gerald R. Fink: In Memoriam Fred Sherman—The First Yeast Molecular Biologist. In: Genetics. Band 196, Nr. 1, 2014, S. 363–364, doi:10.1534/genetics.113.160184.
4. ↑  Peter W. Sherwood: The Yeast Genetics Course at Cold Spring Harbor Laboratory: Thirty Years and Counting. In: Genetics. Band 157, Nr. 4, 2001, S. 1399–1402, Volltext.

| Personendaten    | Personendaten                               |
| ---------------- | ------------------------------------------- |
| NAME             | Sherman, Fred                               |
| ALTERNATIVNAMEN  | Sherman, Freddie                            |
| KURZBESCHREIBUNG | US-amerikanischer Genetiker und Biochemiker |
| GEBURTSDATUM     | 21. Mai 1932                                |
| GEBURTSORT       | Minneapolis, Minnesota                      |
| STERBEDATUM      | 16. September 2013                          |